# Waldstück westlich Bischofsheim
Waldstück westlich Bischofsheim este o arie protejată (arie specială de conservare — SAC, sit de importanță comunitară — SCI) din Germania întinsă pe o suprafață de 26,94 ha, integral pe uscat.

## Localizare
Centrul sitului Waldstück westlich Bischofsheim este situat la coordonatele 50°08′54″N 8°47′11″E / 50.1483°N 8.7864°E.

## Înființare
Situl Waldstück westlich Bischofsheim a fost declarat sit de importanță comunitară în noiembrie 2004 pentru a proteja 3 specii de animale. Situl a fost protejat și ca arie specială de conservare în martie 2008.

## Biodiversitate
Situată în ecoregiunea continentală, aria protejată nu include niciun habitat protejat.
La baza desemnării sitului se află mai multe specii protejate de  nevertebrate (3): croitorul mare al stejarului (Cerambyx cerdo), rădașcă (Lucanus cervus), Osmoderma eremita Complex.